# Cofradía del Cristo de las Batallas (Cáceres)
La Excelentísima e Ilustre Cofradía-Hermandad Penitencial del Santísimo Cristo de las Batallas y María Santísima de los Dolores (Servitas), es una hermandad de la Semana Santa de Cáceres, en Extremadura; fundada en 1951. Su sede canónica se encuentra en la S.I. Concatedral de Santa María y procesiona en dos ocasiones, el Lunes Santo con tres pasos y el Sábado Santo con uno.

## Historia
La Hermandad nace el 24 de octubre de 1951 y se aprueban sus estatutos en diciembre del año siguiente.
En 1953 se adquiere la talla del Stmo. Cristo de las Batallas, un Nazareno arrodillado a imagen y semejanza de la imagen de Ávila y que portaban los Reyes Católicos en sus campañas militares.
La vinculación castrense de la cofradía es más que evidente, pues la fundan Caballeros Mutilados y excombatientes, además de militares en activo que dotaban a la procesión de un carácter solemne y marcial muy marcado.
Debido a la aconfesionalidad del Estado en 1977 la cofradía tuvo que dejar de procesionar debido a la falta de militares que portaran la imagen.
No es hasta 1984 cuando un grupo de cofrades jóvenes contactan con los miembros de junta y autoridades militares para hacerse cargo de la Hermandad y empiezan a trabajar siendo poco más de 100 hermanos.
En 1985 vuelven a procesionar. Al poco tiempo se plantea la idea de sacar en procesión una Virgen Dolorosa y se fijan en una ya establecida en la Concatedral y que pertenecía a una Asociación de Señoras que tras los contactos oportunos ceden la talla y sus pertenencias a la cofradía, llega así María Santísima de los Dolores que pasa a ser cotitular de la corporación. 
En 1987 se crea una nueva procesión, el Sábado Santo se desfila desde la Ermita de las Candelas con la imagen de Ntra. Sra. del Buen Fin (SXVII), propiedad de la Vera Cruz que se venera en el convento de las Clarisas. Ese mismo año recibe la Hermandad por cesión de la familia Mayoralgo los títulos de Excelentísima e Ilustre. 
Ya en el año 1990,  a partir de una mascarilla de la Virgen de los Dolores, el imaginero sevillano Francisco Berlanga, realiza una nueva imagen de la Virgen del Buen Fin y Nazaret, que sustituye a la mencionada anteriormente en la procesión del sábado. Ese mismo año consigue la Hermandad un crucificado del SXVIII que se encontró en el Convento de San Francisco y que finalmente la Diputación Provincial tuvo a bien ceder por un lapso de 100 años. La talla es la del Cristo del Refugio y tras la cesión fue rápidamente restaurada por Mª Antonia Glez. Luceño. Esta imagen se incorpora desde entonces a la procesión del Lunes Santo. En los años 1997 y 1999 la corporación se “hermana” con la Cofradía del Nazareno y con la Hermandad del Cristo Negro sucesivamente. Lo haría más tarde, en el 2001 con la Hermandad de los Dolores y el Cristo de la Clemencia de Córdoba. 
En los años sucesivos la Hermandad lleva a cabo diversos procesos electorales internos, restauraciones de las imágenes, celebración de efemérides y otros eventos reseñables. En el año 2008 jura el cargo como Mayordoma la primera mujer en hacerlo en el seno de esta Hermandad, Inmaculada Hernández Paz.
En la actualidad sigue procesionando con representaciones militares que desfilan tras cada uno de los pasos.

## Imaginería de la Hermandad

### Santísimo Cristo de las Batallas
Realizada en 1953 como fiel copia de la existente en Ávila y que portaban los Reyes Católicos en sus campañas militares. El autor fue D. Antonio Arenas Martínez,  natural de Ciudad Real y realizó el trabajo por un montante de 15.000 pesetas. 
Se trata  de una imagen de Cristo Nazareno con la cruz al hombro en su primera caída, de tamaño algo menor al natural. A lo largo de los años la talla ha sido restaurada por el sacerdote D. José, Agustina Rollo, Mª Antonia Luceño y Francisco Berlanga. 
La imagen procesiona siempre exornada con un característico monte de claveles amarillos.

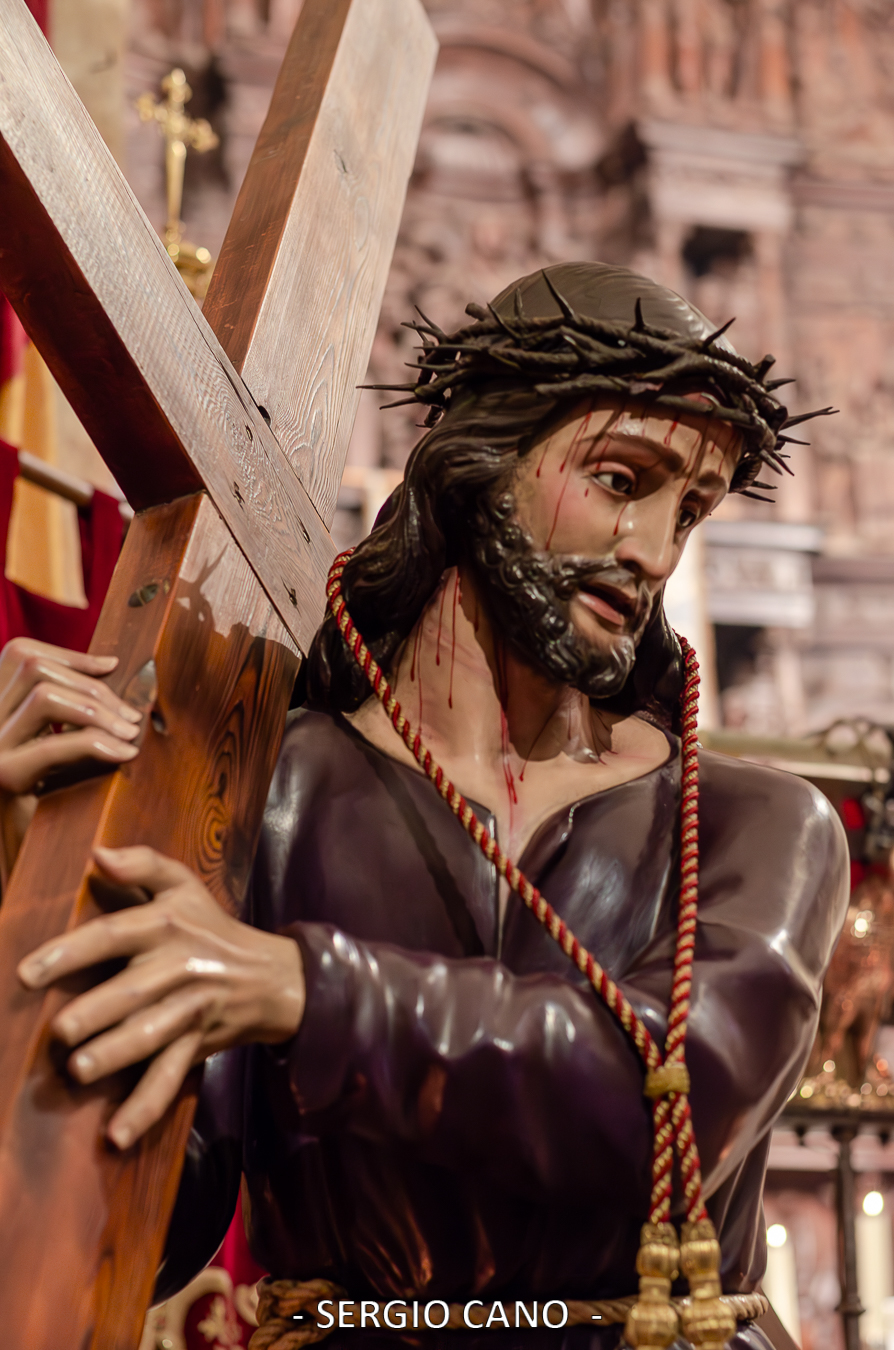
Stmo. Cristo de las Batallas

### María Santísima de los Dolores
Se trata de una imagen de candelero realizada en Madrid en el siglo XVIII y de autor desconocido. La talla llegó a Cáceres en el SXIX.
Destaca por su serenidad y belleza en el rostro además de un rico ajuar donado por las damas que conformaban su antigua asociación de culto.
Tras ser adquirida por la cofradía Francisco Berlanga la restaura en 1985 y le devuelve sus características y altura originales de 177cm.

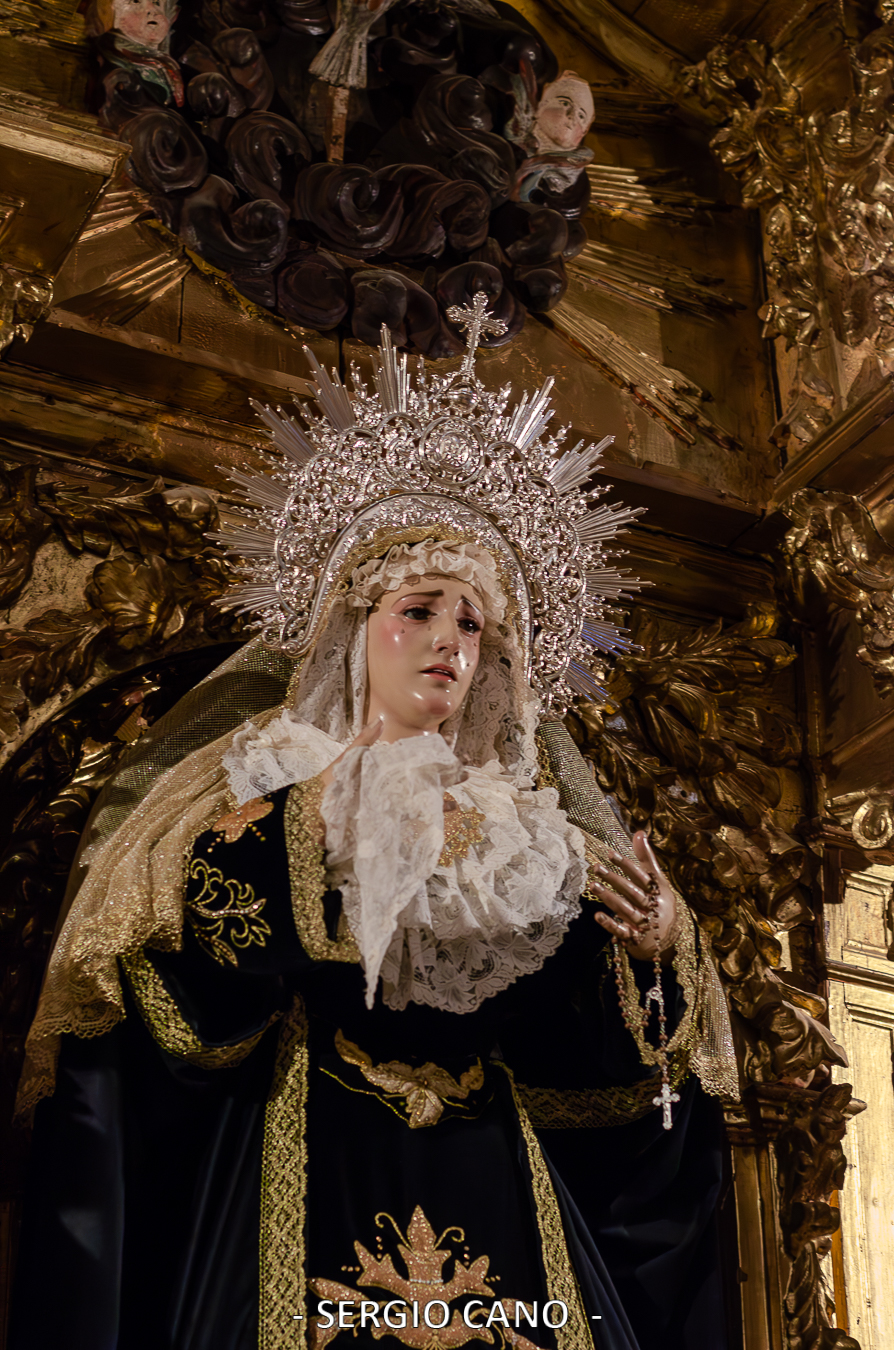
María Stma. de los Dolores

### Fervoroso Cristo del Refugio
Imagen de Cristo crucificado realizada en 1780 por encargo Esteban de Loaisa y María Lorenzo, se atribuye con cierta seguridad al imaginero luso afincado en Cáceres José de Proenza. 
Esta talla, atravesó un periplo por distintas iglesias cacereñas, debido a su peso era difícil de encajar y así pasó por San Mateo, San Ildefonso y el Convento de San Francisco donde remataría el retablo mayor. 
En la década de 1970  se retira de este  lugar y se deposita en trasteros y otros lugares poco honrosos siendo conocido como “El Cristo Viajero” o “El Cristo Blanco” por su suciedad. 
Tras varios intentos de restauración por personas no especializadas, la cofradía da con la imagen y consigue su incorporación, se le realiza una cruz de menor peso  y se añade a la procesión del Lunes Santo.
La imagen fue nuevamente restaurada por Francisco Berlanga en 2002 y 2010 respectivamente.

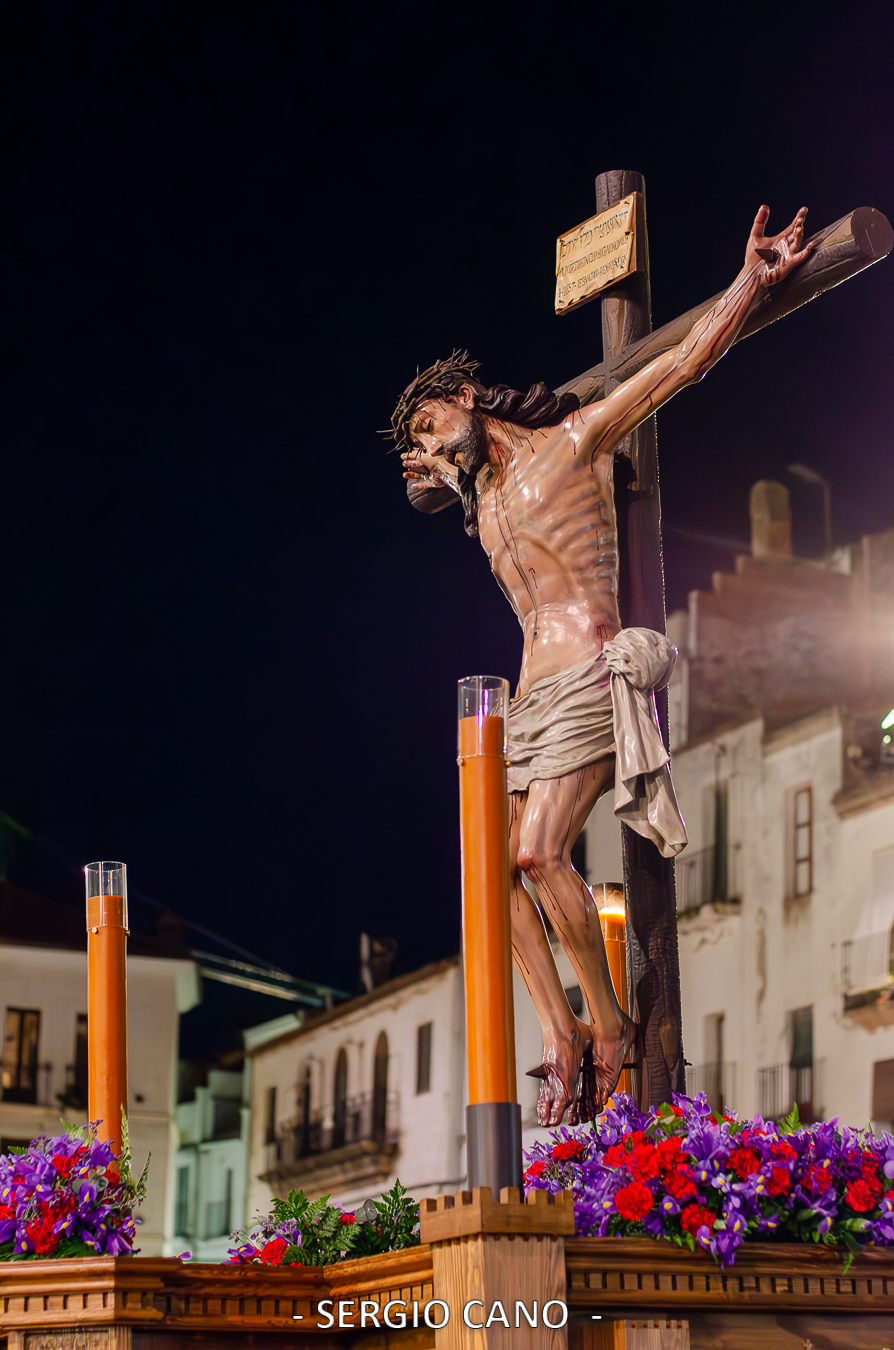
Fervoroso Cristo del Refugio

### Nuestra Señora del Buen Fin y Nazaret
Realizada en 1990 por Francisco Berlanga a partir de una antigua mascarilla de la Virgen de los Dolores. 
Se trata de una imagen de vestir que procesiona ataviada de hebrea en configuración de Stabat Mater Dolorosa con la cruz a sus espaldas. 
En 1998 tuvo que ser restaurada por su autor debido a las goteras y la humedad existentes en la capilla de San Miguel de la S.I.C.
Desde entonces se venera en el Convento de las Jerónimas.

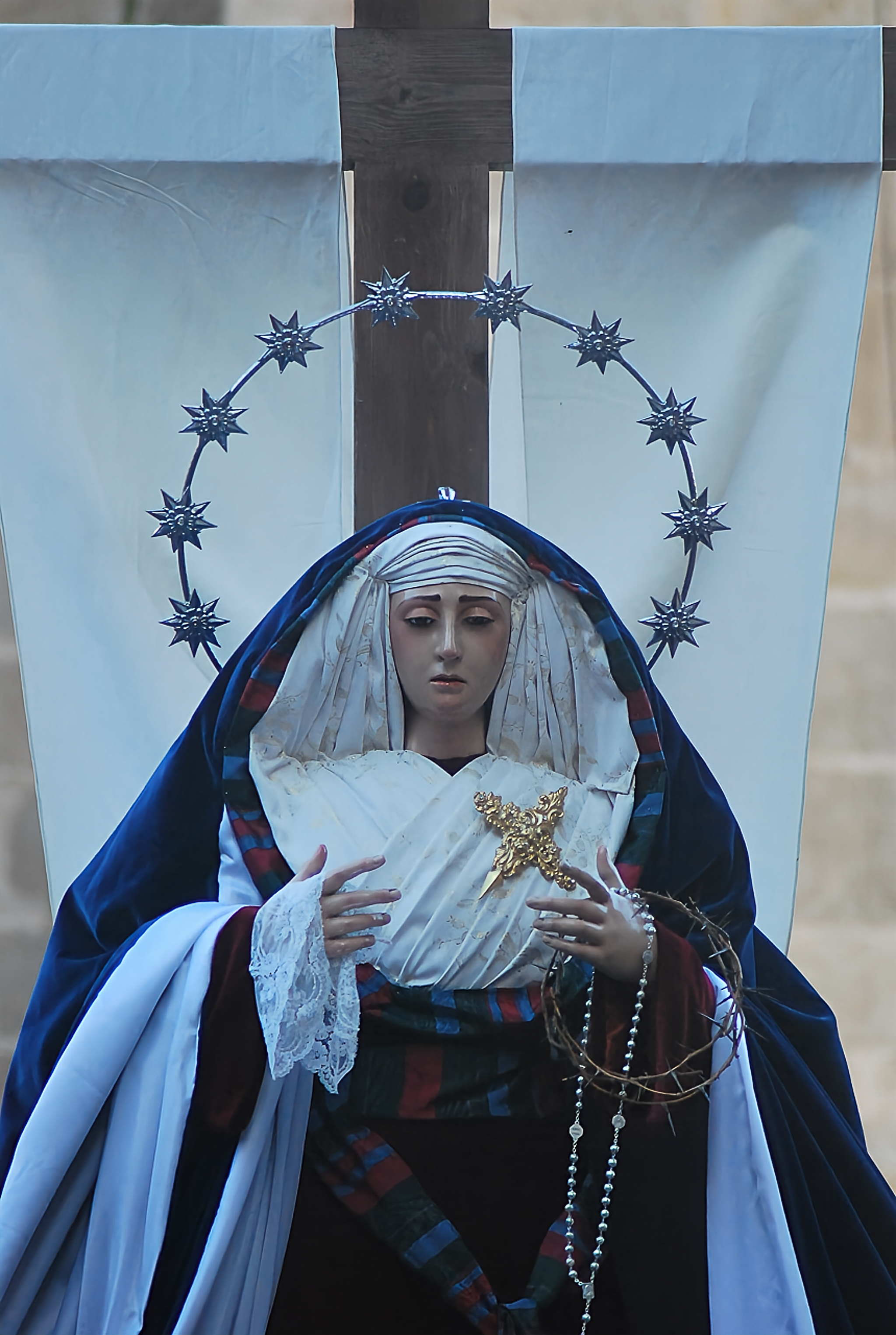
Ntra. Sra. del Buen Fin y Nazaret

## Procesiones
La cofradía realiza dos estaciones de penitencia, Lunes Santo y Sábado Santo siguiendo los cánones de austeridad y tradición cacereña.

#### Hábito
Para la Procesión de las Batallas.

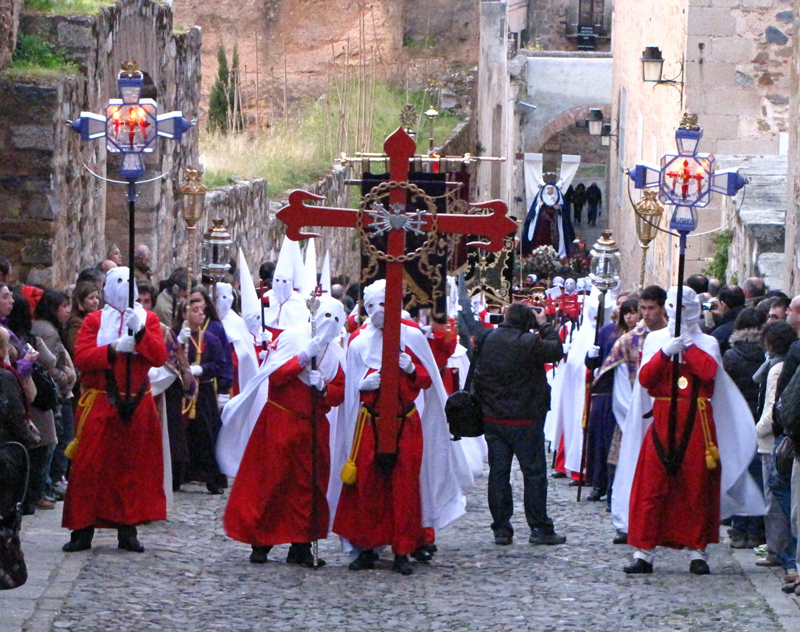
Procesión del Buen Fin

Hermanos de escolta: Túnica roja, capa y capuchón negro, guante negro, cíngulo de lana amarilla a la cintura, zapato negro, medalla distintiva.
Hermanos de carga: Túnica roja, verduguillo negro, guante negro, cíngulo de lana amarilla a la cintura, zapato negro, medalla distintiva.
Para la Procesión del Buen Fin.
Hermanos de escolta: Túnica roja, capa y capuchón blanco, guante negro, cíngulo de lana amarilla a la cintura, zapato negro, medalla distintiva.
Hermanos de carga: Túnica roja, verduguillo blanco, guante negro, cíngulo de lana amarilla a la cintura, zapato negro, medalla distintiva.

### Procesión de las Batallas[9]
Es la procesión oficial de la cofradía y se lleva a cabo el Lunes Santo, lleva siendo así desde 1985. El lunes la cofradía saca sus titulares a la calle justo al Fervoroso Cristo del Refugio con dos bandas y un grupo de tambores propiedad de la cofradía. 
Es característica la solemnidad y serenidad del desfile, todos los hermanos desfilan al mismo compás y los pasos son mecidos de forma austera y tradicional, sin bruscos movimientos. Procesionaba originalmente el Stmo. Cristo de las Batallas en soledad pero en 1985 se incorpora la imagen de la Dolorosa, siendo finalmente en 2003 cuando se incorpora el Cristo del Refugio al cortejo primeramente en modo horizontal y luego en vertical. En 2023 estrena unas nuevas andas con inspiración en la ciudad monumental de Cáceres.
Como característica a la salida de los pasos las representaciones militares que acompañan a los tres pasos saludan a los pasos mientras suena el himno nacional o la marcha real.

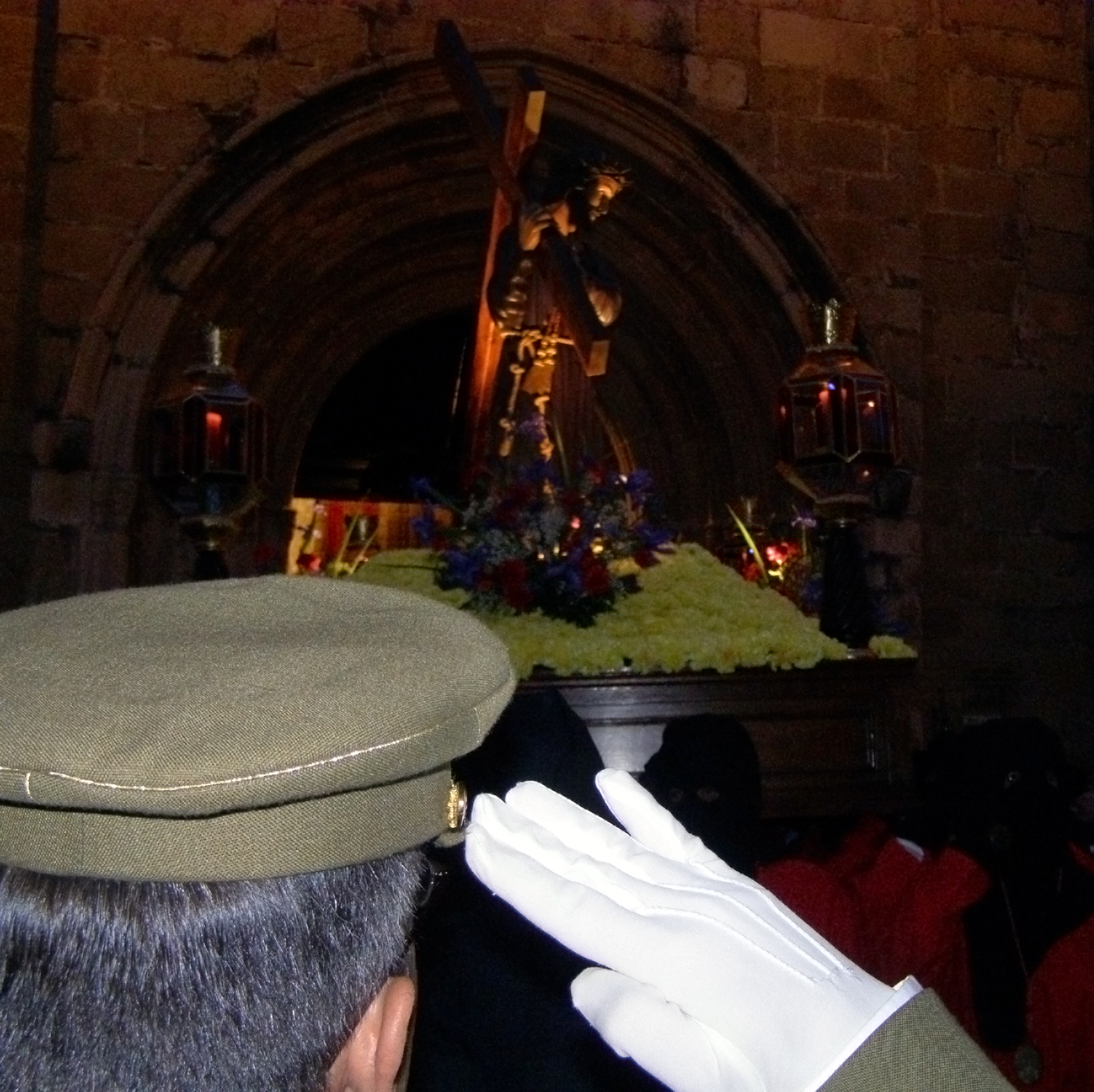
Stmo. Cristo de las Batallas con el saludo militar

#### Pasos
- Santísimo Cristo de las Batallas (Antonio Arenas Martínez,1953)
- Fervoroso Cristo del Refugio (Atribuido a José De Proenza, 1780)
- María Santísima de Los Dolores (Autor Anónimo, S. XVIII).

#### Itinerario (2024)
Salida (21:00), Plaza de Santa María, Arco de la Estrella, Plaza
Mayor (Con Vuelta), Pintores, San Juan, San Pedro, Donoso
Cortés, Pizarro, Sergio Sánchez, Plaza Doctor Durán, Corredera de
San Juan (parte alta), Gran Vía, Plaza Mayor, Arco de La Estrella,
Plaza de Santa María. Entrada (00:00).

#### Acompañamiento Musical
- Grupo de tambores María Stma. de los Dolores (propio de la cofradía), en la Cruz Guía.
- Banda de CCCyTT Stmo. Cristo del Humilladero de Cáceres, tras el Cristo de las Batallas.
- Banda Sinfónica de la Excma. Diputación de Cáceres, tras la Virgen de los Dolores.

### Sábado Santo (Procesión del Buen Fin)[10]
Durante el Sábado Santo desde 1990 y hasta 2019 era la única procesión del día, hasta la incorporación de la Hermandad Dominicana a la nómina del día. Ese día desde la S.I. Concatedral de Santa María sale la cofradía con el paso de Ntra. Sra. del Buen Fin, una virgen sin lágrimas al pie de una cruz vacía con el sudario colgado sobre un monte de claveles, viste de hebrea siendo novedad en la ciudad y lo lleva haciendo hasta el día de hoy. Como curiosidad la imagen se traslada el Sábado de Pasión a la Concatedral.

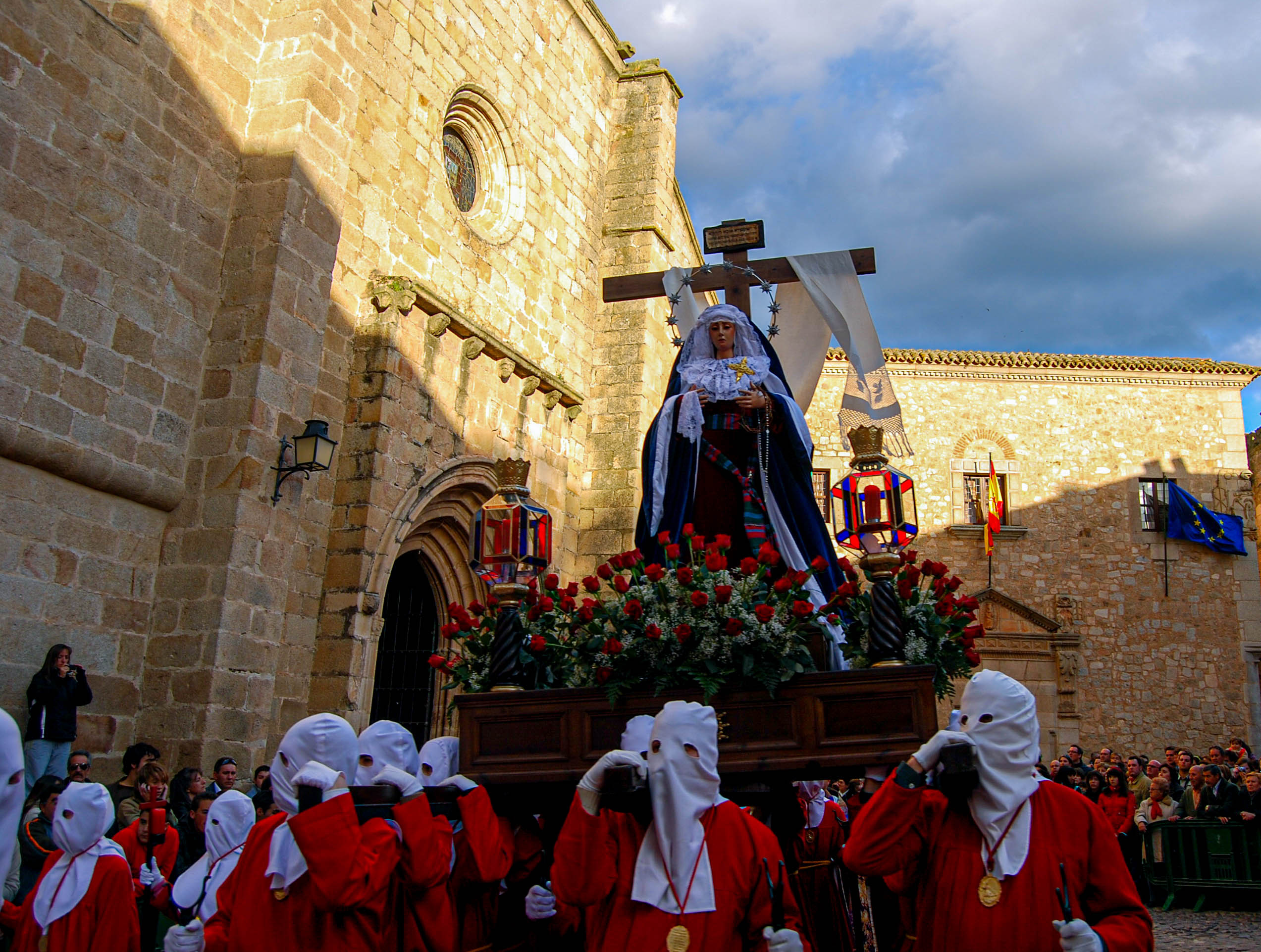
Ntra. Sra. del Buen Fin y Nazaret

#### Paso
- Ntra. Sra. del Buen Fin y Nazaret (Francisco Berlanga 1990, partiendo de una mascarilla de la Virgen de los Dolores SXVIII)

#### Itinerario (2024)
Salida (20:00), Plaza de Santa María, Arco de la Estrella, Adarve
de la Estrella, Adarve de Santa Ana, Adarve del Padre Rosalío,
Puerta de Mérida, Plaza de Santa Clara, Plaza de la Soledad,
Pizarro, Sergio Sánchez, Plaza de San Juan, Gran Vía, Plaza Mayor
(sin vuelta), Arco de la Estrella, Plaza de Santa María y Palacio
Episcopal. Entrada (22:30).

#### Acompañamiento Musical
- Grupo de tambores María Stma. de los Dolores (propio de la cofradía), en la Cruz Guía.
- Banda de CCCyTT Stmo. Cristo del Humilladero de Cáceres, tras el paso.

## aBibliografía
- Luengo Solís, José (2003). «Cofradías cacerenses». Coloquios Históricos de Extremadura.
- Ávila Roman, José María (15 de febrero de 2018). «Semana Santa de Cáceres: La crisis de los años 70». Revista Alcantará nº 77.

- Datos: Q128613659